# 大阪音楽大学音楽学部音楽学科ミュージッククリエーション専攻
大阪音楽大学 音楽学部 音楽学科 ミュージッククリエーション専攻（おおさかおんがくだいがく おんがくがくぶ おんがくがくか みゅーじっくくりえーしょんせんこう、英語：Osaka College of Music Music Creation Major）は大阪府豊中市庄内幸町1-1-8に本部を置く大阪音楽大学内に、2016年4月に設置された専攻。略称はCr専攻。

## 専攻概要
映画音楽、CM音楽、ポピュラー音楽など、多種多様なクリエイティブシーンに求められる「作編曲法」に特化した専攻。教鞭を執るのは各分野のトップクリエイターで、それぞれの現場経験を教材にし、作曲法や、レコーディング現場での作家の立ち回りやディレクション、アイディアの出し方からプレゼン、予算交渉、職業音楽作曲家として必要なことを教授する。

## 沿革
- 2016年
  - 4月1日 - ミュージッククリエーション専攻設置。
  - 4月1日 - 第1期生入学。
- 2017年
  - 3月31日 - 旧カリキュラム廃止。
  - 4月1日 - 第2期生入学。新カリキュラム開始。学内音楽プロダクション『大音ラボ[2]』（代表：渡邊 崇）設置。
- 2018年
  - 1月28日 - 専攻教室の増設に着工。(BRICOLAGE factory)
  - 3月16日 - 新教室A-302完成。
  - 4月1日 - 第3期生入学。
  - 7月12日 - ミュージッククリエーション専攻PV『Dear Music[3]』公開。
- 2019年
  - 3月31日 - 新カリキュラム 廃止。
  - 4月1日 - 第4期生入学。新々カリキュラム  開始。
  - 12月1日 - 音楽賞『Music Creation Awards』創設。
- 2020年
  - 3月26日 - 第1期生卒業。
  - 4月1日 - 第5期生入学。
  - 5月9日 - COVID-19の影響と社会情勢を受け、専攻全科目のオンライン化に成功し、授業開始。
- 2021年
  - 3月25日 - 第2期生卒業。
  - 4月1日 - 第6期生入学。

- 2022年
  - 3月25日 - 第3期生卒業。
  - 4月1日 - 第7期生入学。

- 2023年
  - 3月25日 - 第4期生卒業。
  - 4月1日 - 第8期生入学。

## 年間行事
4月
- 入学式
- 春のオープンキャンパス

7月
- 専攻内コンペ「竜王戦」授賞式
- 夏のオープンキャンパス

10月
- 秋のオープンキャンパス

- 専攻内コンペ「Golden Egg」授賞式

2月
- 音楽賞「Music Creation Awards」

3月
- 卒業式

## 専攻概要
映画音楽、CM音楽、ポピュラー音楽など、多種多様なクリエイティブシーンに求められる「作編曲法」に特化した専攻。教鞭をとるのは各分野のトップクリエーターで、それぞれの現場経験を教材にし、作曲法や、レコーディング現場での作家の立ち回りやディレクション、アイディアの出し方からプレゼン、予算交渉など、職業音楽作曲家として必要なことを教授する。

## 専門科目
- フィルム・スコアリング 基礎／応用
- マーケティング・サウンド・コンポジション 基礎／応用
- ポピュラーソング・コンポジション 基礎／応用
- プロフェッショナル研究
- ライフ・プロデュース論
- ベーシック・コンポジション I／II／III／IV／V／VI
- 音楽理論（和声）I／II／III／IV
- 管弦楽法 I／II
- コード・プログレッション演習
- DAW演習
- サウンド・ミキシング演習
- クリエイティブ・ヴォーカル演習 I／II
- ポピュラー音楽構造演習（ベース／ドラム／ギター／キーボード）
- 卒業作品（卒業作品研究）

## 専攻関係者と組織
特任教授／ミュージッククリエーション専攻 教育主任
- 渡邊崇 - 映像音楽作曲家（2016年〜）

特任教授
- 足立 知謙 - 作曲家、ピアニスト、サウンドクリエイター（2016年〜）
- 徳永 暁人 - ボーカリスト、ベーシスト、作曲家、編曲家、作詞家、マニピュレーター（2016年〜）

電子オルガン専攻／作曲デザイン・コース教授（兼任）
- 森本 友紀 - 作曲家、キーボードプレーヤー（2016年〜）

准教授／ミュージッククリエーション専攻 教育副主任
- 小野 昭彦 - 作編曲家、オーケストレーター（2016年〜）

特任准教授
- 侘美 秀俊 - 作曲家、楽譜浄書家（2022年〜）
- 裏谷 玲央 - 作曲家（2022年〜2023年）

作曲デザインコース准教授（兼任）
- 木村 知之 - 作曲家（2016年〜）

助教
- 金 慶來 - クリエーター兼エンジニア（2020年〜)

講師
- 津田  一平 - サウンドエンジニア（2017年〜）
- 泉 尚也 - ベーシスト、作曲家（2018年〜）
- 綿貫 正顕 - 作曲家、編曲家、ギタリスト（2018年〜）
- 大楠 雄蔵 - キーボーディスト、アレンジャー（2018年〜）
- 戸谷 太郎 - ドラマー、トラックメイカー（2018年〜）
- 岡崎 雪 - シンガー、ボイストレーナー（2018年〜）
- 広崎 智彦 - 税理士、ファイナンシャルプランナー、行政書士、宅地建物取引士（2022年〜）
- 中原 実優 - 作編曲家（2017年〜2021年）
- 福本 雄木 - 作編曲家、サウンドクリエーター、音楽ディレクター（2018年〜2021年）
- 樫内 日南子 - シンガーソングライター、ヴォーカリスト（2021年〜）

電子オルガン専攻／作曲デザイン・コース講師（兼任）
- 砂原 由季子 - 作編曲家、ピアニスト（2021年〜）

助手
- 山根 舞子 - 音楽クリエイター、キーボーディスト（2022年〜）
- 津田 裕貴 - サクソフォーン奏者（2018年〜）
- 城家 菜々 - ミュージカル・舞台音楽作曲家（2020年〜2023年）
- 植村 文香 - トランペット奏者（2022年〜）
- 井上 萌衣 - 作曲家、童謡作家(2023年〜)
- 河合 亮佑 - 作編曲家(2023年〜)

## 専攻の特色

### 一人1台MacBook Pro支給
全ての作曲系授業はDAW（デジタル・オーディオ・ワークステーション）をベースに展開されるため、専攻生全員に、音楽業界が標準で使用している制作ソフト「Pro Tools」「Komplete」をインストールした最新の「MacBook Pro」が支給されている。

### 教室、設備等
専攻教室には録音ブース（YAMAHA「アビテックス」）、MIDIキーボード、オーディオインターフェイス、ヘッドフォン、マイク、ピアノ、ギター、ベース、ウクレレ、ブルースハープ等、音楽制作に要する機器備品が完備され、学生は休み時間や放課後に自由に使用できる。希少なエレクトリックピアノの『Rhodes MarkⅠ』も教室内に常設されていて、こちらも自由に演奏できる。

### 録音実習
学生が作曲した曲を、実際に大学内のレコーディング・スタジオを使って録音を行う課外実習。奏者の手配から譜面の準備、ディレクションまで学生自身が行っている。プロのエンジニアとやりとりをしながら実際の現場と同じ環境で実践を積むことで力をつけることができる。

### 専攻内コンペティション
前期と後期に行われる専攻内コンペティション。前期は「竜王戦」、後期は「Golden Egg」と呼ばれる。授業のカリキュラム内にはないが、お題のテーマに沿って作曲し、コンペとして競い合うことによってお互い作曲の刺激になる。また、実際の音楽業界で行われるコンペを想定し、それを体感することで、この経験がプロデビュー、就職内定になど将来に繋がる。審査は専攻教員により行われている。

#### 竜王戦
- 歴代のお題

2016年 「ラブソング」
2017年「片思い」
2018年「夏物語」
2019年「純愛サイダー」
2020年「Distance」
2021年「モンスター」
2022年「瞬間で鷲掴み！」
2023年「FACE《顔》」

#### Golden Egg
- 歴代のお題

2016年 「コマ撮り映像作品」
2017年 「クリスマスの日に」
2018年「冬物語」
2019年「W」
2020年「アイデンティティー」
2021年「接触」
2022年「ISHI☆YAKIIMO」
2023年「秋色」

### 音楽賞『MUSIC CREATION AWARDS』
専攻4年次必修科目「卒業作品」において、傑出した作品を創り上げた学生を表彰し、卒業後の音楽活動とキャリア形成を後押しすることを主たる目的として、ミュージッククリエーション専攻により創設された音楽賞。審査員には作曲家・三枝成彰、映画監督・中野量太ら各界の有識者や著名人を迎え、厳正な審査および投票を経て受賞者が決定される。大阪音楽大学「ミレニアム・ホール」で開催される授賞式では、4年生が卒業作品として完成させた『セルフプロデュース・アルバム』から、趣向を凝らしたパフォーマンスが繰り広げられる。
- 開催実績

「第1回 MUSIC CREATION AWARDS 〜卒業作品『完成披露会』2019〜 」
　日時：2020年1月30日(木)
　会場：大阪音楽大学「ミレニアム・ホール」
　主催：大阪音楽大学 ミュージッククリエーション専攻
　協賛：株式会社ゲオホールディングス
　　　　有限会社楽八
　後援：経済産業省
　＜第1回受賞者一覧＞
　最優秀アルバム賞：Nana Shiroie
　最優秀楽曲賞：aru
　最優秀パフォーマンス賞：渡邉 茉優
　最優秀チャレンジング賞：馬瀬 みさき
　株式会社ゲオホールディングス 特別賞：asari
　有限会社樂八 特別賞：渡邉 茉優
「第2回 MUSIC CREATION AWARDS 2020 」
〜Music Creation Awards 本編〜
　日時：2021年2月11日(木・祝)
　会場：大阪音楽大学「ミレニアム・ホール」（オンライン無観客配信）
　主催：大阪音楽大学 ミュージッククリエーション専攻
　後援：経済産業省
　＜第2回受賞者一覧＞
　最優秀アルバム賞：池田 航大
　最優秀楽曲賞：rin
　最優秀パフォーマンス賞：田中津久美
　最優秀チャレンジング賞：中別府俊
〜MCA オープン・アカデミー〜
　日時：2021年2月13日（土）
　会場：大阪音楽大学A号館301教室（オンライン公開講座）
　主催：大阪音楽大学 ミュージッククリエーション専攻
「第3回 MUSIC CREATION AWARDS 2021 」
〜Music Creation Awards 本編〜
　日時：2022年2月11日(金・祝)
　会場：大阪音楽大学「ミレニアム・ホール」（オンライン無観客配信）
　主催：大阪音楽大学 ミュージッククリエーション専攻
　後援：経済産業省
　協賛：Fin Tech 株式会社、合同会社 SIGN SOUND／bransic、社会福祉法人遺徳会
　協力：Billboard Live OSAKA、株式会社 滋賀銀行
　＜第3回受賞者一覧＞
　最優秀アルバム賞：マキシコーマ
　最優秀楽曲賞：まぐろ
　最優秀プレゼン賞：まにゃーな
　最多ストリーミング賞：DRACOME
　最優秀パフォーマンス賞：まぐろ
　最優秀チャレンジング賞：ふじいゆか
　合同会社SIGN SOUND特別賞：DRACOME
〜MCA オープン・アカデミー〜
　日時：2022年2月13日（日）
　会場：大阪音楽大学A号館301教室（オンライン公開講座）
　主催：大阪音楽大学 ミュージッククリエーション専攻

「第4回 MUSIC CREATION AWARDS 2022 」
〜Music Creation Awards 本編〜
　日時：2022年2月11日(土)
　会場：大阪音楽大学「ミレニアム・ホール」
　主催：大阪音楽大学 ミュージッククリエーション専攻
　後援：経済産業省
　協賛：学習塾レベルアップ／MUSUBI 合同会社、日本国家館／FinTech 株式会社、合同会社 SIGN SOUND／bransic、スタジオえむ、西町ワイン食堂、近畿ハウス株式会社、庄内本通商店街振興組合、Patisserie & Cafe Noah’s ark、手打さぬきうどん えん、らーめん 雑魚、フラワーショップ 花憐
　協力：Billboard Live OSAKA
　＜第4回受賞者一覧＞
　最優秀アルバム賞：弘世 亮佑
　最優秀楽曲賞：Keida Keiko
　最優秀プレゼン賞：中西 美有
　最多ストリーミング賞：neguse
　最優秀パフォーマンス賞：ニドネハル
　最優秀チャレンジング賞：池田 きひろ
〜MCA オープン・アカデミー〜
　日時：2023年2月13日（月）
　会場：大阪音楽大学A号館301教室（オンライン公開講座）
　主催：大阪音楽大学 ミュージッククリエーション専攻

## 入学者選抜
入学者選抜は、毎年10月〜3月に行われ、合格者数は毎年20人前後である。

### 試験日程
10月下旬　総合型選抜【専願】
11月下旬　学校推薦型選抜【専願】
2月上旬　一般選抜
3月下旬　後期総合型選抜

### 出願資格
- 学校推薦型選抜

高校卒業見込み者もしくは試験実施年度の９月卒業者で、出身高等学校長の推薦を得られる者。 
- 総合型選抜、一般選抜、後期総合型選抜

高等学校卒業者・卒業見込み者、高等学校卒業程度認定試験合格者。

### 試験内容
- 総合型選抜、学校推薦型選抜、後期総合型選抜(2020年12月現在)

専門実技課題（下記に詳細）
面接・調査書
小論文
- 一般選抜

専門実技課題（下記に詳細）
面接・調査書
国語
英語
〈専門実技課題〉
筆記試験(伴奏付け、音楽通論)、実技試験(自由曲演奏または作品提出)、口頭試問、和声ノート提出(「和声 理論と実習」に添って課題を実施したノート)、小論文など。各選抜により、内容や実施方法等が異なる。

## 留学生入学者選抜

### 試験日程
11月下旬 一次試験
2月上旬 二次試験

### 試験内容
専門実技課題
日本語作文
日本語会話(面接)
〈専門実技課題〉
筆記試験(伴奏付け、音楽通論)、実技試験(自由曲演奏または作品提出)、口頭試問など。 各選抜により、内容や実施方法が異なる。

## 大音ラボ
2017年に大阪音楽大学内に設置された音楽プロダクション。成績優秀者を作家として起用し、在学中から仕事として実際のTVCMや映画、テレビ番組などの音楽制作を行う。また、作曲した楽曲の権利を守るための著作権管理システムも整えており、在学中からプロとして活動することができる。
＜過去に大音ラボが行なった音楽制作（一例）＞

### 映画
- 2016年 板橋 基之 監督作品、『おべんとう』（短編映画）劇伴制作
- 2017年 今泉 力哉 監督作品、『パンとバスと2度目のハツコイ』劇版制作
- 2018年 藤村 享平 監督作品、『パパはわるものチャンピオン』劇版制作
- 2019年 松尾 スズキ 監督作品、『108〜海馬五郎の復讐と冒険〜』劇版制作
- 2020年 リム・カーワイ監督作品、『カム・アンド・ゴー』劇版制作
- 2021年 坂下雄一郎監督作品、『決戦は日曜日』劇版制作
- 2022年 上田迅監督作品、『速水早苗は一足遅い』劇版制作
- 2022年 斉加尚代作品、『教育と愛国』劇版制作

### ドラマ
- 2017年 倉田 健次 監督作品、『ふたりモノローグ』楽曲制作
- 2019年 今泉 力哉 監督作品、「his〜恋するつもりなんてなかった〜」挿入歌『黒い酸素』楽曲制作

### テレビ番組
- 2018年 仙台放送「オガッタ!?」、番組オリジナルテーマソングプロジェクトにて

M02『大切なきみへ』楽曲制作
M03『いつものオレら』楽曲制作
- 2019年 仙台放送「オガッタ!?」、番組オリジナルテーマソングプロジェクトにて

M04『キセキのカタチ』楽曲制作
M05『帰り道』楽曲制作
- 2020年 MBS放送制作 ドキュメンタリー番組、『つながる、集う、伝える　MBSがん検診啓発キャンペーンがめざすもの』BGM制作
- 2021年 MBS放送制作『マンスリーリポート』タイトル曲制作
- 2021年 「しまじろうのわお!」、こどもちゃれんじテーマソング『せかいはパラダイス！』オーケストラ編曲
- 2022年 毎日放送『MM-TV』タイトル曲制作

### テレビアニメ
- 2019年 テレビアニメ『マナリアフレンズ』劇版制作
- 2022年 アニメ『ドールズフロントライン』レコーディング

### ラジオ
- 2018年 NHK FMシアター、オーディオドラマ『不惑検定』楽曲制作

### テレビCM
- 2019年 株式会社 山田工務店、CM『はっぴいリフォーム』楽曲制作
- 2020年 大阪府の耐震啓発楽曲、『耐震！耐震！はじめよう！』楽曲制作
- 2020年 株式会社リスクベネフィット、サウンドロゴ制作
- 2022年 有限会社 まるいチップ工業、CM楽曲制作
- 2022年 富士信用金庫CM、サウンドロゴ制作

### アーティスト楽曲提供
- 2017年 スタースカウト総選挙2017、テーマソング『未来へ』楽曲制作
- 2017年 アイドルグループ JOY VAN CREW 1st single、「SPECIAL SWEET DAY」より

M01『SPECIAL SWEET DAY』楽曲制作
M02『恋愛ガール』楽曲制作
- 2018年 アイドルグループ JOY VAN CREW 2nd single「何年後の今でも」より

M02『Panty Disco』楽曲制作
- 2018年 アイドルグループ JOY VAN CREW 1st album、「ジョイバム〜初めての記憶〜 」より

M04『君と花火』楽曲制作
M08『南国シャーベットアイスストーリー』楽曲制作

### その他楽曲提供
- 2016年 イルミナイト万博夕涼み2016 、「ATWAS『Splash Light Performance』 -elements-ミストスクリーン＋モバイルウォーター＋パフォーマンス」 BGM制作
- 2016年 イルミナイト万博夕涼み2016、 「ATWAS『9th Eye』ミストスクリーン＋竹アート（三橋玄）」BGM制作
- 2016年 天平たなばた祭り 〜平城京天平祭・夏〜 2016、「ATWAS『Splash Light Performance』-光の舞- ウォータースクリーン＋モバイルウォーター＋パフォーマンス」BGM制作
- 2017年 マロニエファッションデザイン専門学校主催 、『マロニエファッショングランプリ2017』楽曲制作
- 2017年 ひろしまポップカルチャー2017、『アニメ音楽コンサート』室内楽編曲
- 2017年  天平たなばた祭り 平城京天平祭・夏 2017、「ATWAS『Splash Light Performance』-光の舞Ⅱ 」BGM制作
- 2018年 マロニエファッションデザイン専門学校主催 、『マロニエファッショングランプリ2018』楽曲制作
- 2018年 天平たなばた祭り 平城京天平祭・夏 2018、「ATWAS『Splash Light Performance』BGM制作
- 2019年 マロニエファッションデザイン専門学校主催 、『マロニエファッショングランプリ2019』楽曲制作
- 2019年『えんとつ町のプペルVR』楽曲制作
- 2019年 パブリックドメインアルバム「拾景ｰJYUKKEIｰ」楽曲編曲
- 2022年 NHK大阪放送局 × 大阪市立科学館主催イベント『星空ライブビューイング　〜冬の天の川をさがして〜』楽曲制作

### イベント出演
- 2018年 仙台放送「オガッタ!?」、番組イベント『オガステ!?4 ～タイ マラソン 大阪 オガソン♪ やることいっぱいで どうしよ平八郎の乱～』バンド出演
- 2019年 仙台放送「オガッタ!?」、番組イベント『オガステ!?5 ～OGA ROCK FESTIVAL`19～』バンド出演
- 2020年 仙台放送「オガッタ!?」、番組イベント『オガステ!?6 ～オ賀正！ ゆくオガ くるオガ～』バンド出演
- 2020年 仙台放送「オガッタ!?」、番組イベント『オガステ!?7 ～OGA ROCK FESTIVAL`2020～』バンド出演
- 2021年 仙台放送「オガッタ!?」、番組イベント『オガステ!?8 ～OGA POP FES.2021～』バンド出演
- 2022年 仙台放送「オガッタ!?」、番組イベント『オガステ!?10 ～OGA FES. THE FINAL in 仙台』バンド出演

### 音楽配信
- 2021年　大阪音楽大学ミュージッククリエーション専攻× 大阪音楽大学ポピュラーコース、コンピレーションアルバム『District DAION』リリース

## クリエーション専攻メディア出演

### テレビ出演
- ニュースほっと関西　特集・リポート NHK総合テレビ「ニュースほっと関西」(2016年10月12日放送)
- しまじろうのわぉ！MV出演(大阪音楽大学 ザ・カレッジ・オペラハウスで撮影)(2016年公開)
- MBS「ロンブー淳の居座り。大阪音大編」放送は2/24金曜24:20〜(2017年2月24日放送)
- 読売テレビ「あさパラ！」の「川合俊一のぶらウォーク！！」(2017年2月11日放送)
- 仙台放送「オガッタ!?」

（楽曲提供したテーマソングレコーディングの様子を大阪音楽大学 録音スタジオにて撮影）
【おが人ぬ宝・完結篇～テーマソングレコーディング(1)～#53】(2018年10月19日放送)
【おが人ぬ宝・完結篇～テーマソングレコーディング(2)～#54】（2018年10月26日放送)
- MBS「ミント！」の「アジアンのぶらパト」（2019年5月16日放送）
- フジテレビ系列「全国ハモネプリーグ大学日本一決定戦2021夏」（2021年8月14日放送）

### 新聞掲載
- 朝日新聞 「まなビバ！大学編」大阪音楽大学特集 (2018年11月20日付朝刊)
- 日本経済新聞「キャンパス新景」 (2018年12月22日付夕刊)
- 関西音楽新聞「MUSIC CREATION AWARDS 卒業作品『完成披露会』」（2020年1月1日）
- 大阪日日新聞「音楽業界に羽ばたけ！」（2020年1月26日）
- サンケイリビング新聞社「LIVING 北摂〜編集部くるくる日記〜」『初開催！大阪音大ミュージッククリエーション専攻の卒業制作発表会に行ってきました』(2020年2月10日)